# Coupe du Portugal de rugby à XV
 (novembre 2024).
Si vous disposez d'ouvrages ou d'articles de référence ou si vous connaissez des sites web de qualité traitant du thème abordé ici, merci de compléter l'article en donnant les références utiles à sa vérifiabilité et en les liant à la section « Notes et références ».
La Coupe du Portugal de rugby à XV est une compétition de rugby à XV entre des clubs portugais.

## Palmarès-Finales
| Saison | Vainqueur     | Score       | Finaliste                |
| ------ | ------------- | ----------- | ------------------------ |
| 1959   | Os Belenenses | -           | -                        |
| 1960   | -             | Non réalisé | -                        |
| 1961   | Benfica       | 11 - 8      | CDUL                     |
| 1962   | -             | Non réalisé | -                        |
| 1963   | -             | Non réalisé | -                        |
| 1964   | Os Belenenses | -           | Sporting CP              |
| 1965   | Benfica       | 3 - 3       | Agronomia                |
| 1966   | Benfica       | 21 - 6      | Agronomia                |
| 1967   | -             | Non réalisé | -                        |
| 1968   | CDUL          | 33 - 3      | Agronomia                |
| 1969   | Técnico       | 6 - 5       | CDUL                     |
| 1970   | Benfica       | 27 - 3      | Direito                  |
| 1971   | Técnico       | 12 - 6      | Os Belenenses            |
| 1972   | Benfica       | 23 - 11     | CDUL                     |
| 1973   | Técnico       | 15 - 12     | Benfica                  |
| 1974   | Académica     | 15 - 12     | Benfica                  |
| 1975   | Benfica       | 30 - 0      | Estrela da Amadora Rugby |
| 1976   | Direito       | 16 - 8      | Académica                |
| 1977   | CDUL          | 17 - 9      | Benfica                  |
| 1978   | Agronomia     | 12 - 11     | Os Belenenses            |
| 1979   | CDUL          | 9 - 7       | Benfica                  |
| 1980   | Académica     | 23 - 6      | CDUL                     |
| 1981   | Direito       | 7 - 0       | CDUP                     |
| 1982   | Direito       | 16 - 13     | Os Belenenses            |
| 1983   | Benfica       | 15 - 9      | Direito                  |
| 1984   | Benfica       | 10 - 9      | CDUL                     |
| 1985   | Benfica       | 18 - 12     | CDUL                     |
| 1986   | CDUL          | 19 - 12     | Benfica                  |
| 1987   | GDS Cascais   | 20 - 9      | CDUL                     |
| 1988   | CDUL          | 22 - 9      | Académica                |
| 1989   | CDUL          | 13 - 12     | Os Belenenses            |
| 1990   | Académica     | 14 - 13     | GDS Cascais              |
| 1991   | GDS Cascais   | 18 - 3      | Benfica                  |
| 1992   | GDS Cascais   | 18 - 8      | Benfica                  |
| 1993   | GDS Cascais   | 37 - 13     | CDUL                     |
| 1994   | Técnico       | 19 - 11     | Académica                |
| 1995   | Académica     | 5 - 3       | GDS Cascais              |
| 1996   | Académica     | 13 - 10     | Benfica                  |
| 1997   | Académica     | 19 - 15     | GDS Cascais              |
| 1998   | Agronomia     | 33 - 15     | Académica                |
| 1999   | Agronomia     | 32 - 18     | Benfica                  |
| 2000   | Agronomia     | 9 - 5       | GDS Cascais              |
| 2001   | Os Belenenses | 13 - 12     | Direito                  |
| 2002   | Direito       | 28 - 7      | Agronomia                |
| 2003   | CDUP          | 3 - 3       | Direito                  |
| 2004   | Direito       | 32 - 15     | Agronomia                |
| 2005   | Direito       | 19 - 12     | Os Belenenses            |
| 2006   | Agronomia     | 23 - 19     | CDUP                     |
| 2007   | CDUP          | 26 - 9      | Técnico                  |
| 2008   | Direito       | 30 - 13     | Agronomia                |
| 2009   | Agronomia     | 38 - 0      | Os Belenenses            |
| 2010   | Agronomia     | 23 - 16     | CDUL                     |
| 2011   | Agronomia     | 24 - 12     | Direito                  |
| 2012   | Agronomia     | 35 - 21     | Académica                |
| 2013   | CDUL          | 35 - 23     | Agronomia                |
| 2014   | Direito       | 26 - 22     | CDUL                     |
| 2015   | CDUL          | 20 - 17     | GDS Cascais              |
| 2016   | Direito       | 30 - 12     | Agronomia                |
| 2017   | Agronomia     | 16 - 8      | GDS Cascais              |
| 2018   | Académica     | 20 - 15     | Agronomia                |
| 2019   | Os Belenenses | 28 - 17     | Técnico                  |
| 2020   | -             | Non réalisé | -                        |
| 2021   | Os Belenenses | 27 - 15     | Técnico                  |
| 2022   | Os Belenenses | 25 - 20     | Agronomia                |

## Bilan par club
| Club          | Titre(s) | Premier(s) - Dernier(s) |
| ------------- | -------- | ----------------------- |
| Agronomia     | 10       | 1978-2017               |
| Benfica       | 9        | 1961-1985               |
| GD Direito    | 9        | 1976-2016               |
| CDUL          | 8        | 1968-2015               |
| Académica     | 7        | 1974-2018               |
| Os Belenenses | 6        | 1959-2022               |
| Técnico       | 4        | 1969-1994               |
| GDS Cascais   | 4        | 1987-1993               |
| CDUP          | 2        | 2003-2007               |